# Tory Ann Fretz
Tory Ann Fretz (* 8. August 1942 in Harrisburg) ist eine ehemalige US-amerikanische Tennisspielerin, die in den 1950er und 1960er Jahren aktiv war.

## Karriere
Fretz wuchs in Harrisburg im US-amerikanischen Bundesstaat Pennsylvania auf. Während ihrer College-Zeit am Occidental College in Los Angeles vertrat sie dieses im Tennis. Sie wurde von Alice Marble trainiert.
Bei den U.S. National Championships, die später in die US Open umgewandelt wurden, erreichte sie in den Doppelwettbewerben gute Ergebnisse, auch wenn sie sie nie gewinnen konnte. Im Jahr 1965 erreichte sie an der Seite von Julie Heldman das Halbfinale, welches sie gegen die späteren Turniersiegerinnen Carole Caldwell Graebner und Nancy Richey verloren. Im Mixed spielte sie sich mit Gerry Perry bis ins Finale, hier wurden sie von Mary-Ann Eisel und Peter Curtis besiegt.
In Cincinnati spielte Fretz sich zweimal ins Finale. An der Seite ihrer Doppelpartnerin Carolyn Rogers verlor sie 1962 das Finale. Im Einzel spielte sie 1968 im Finale gegen ihre Landsfrau Linda Tuero, die sie glatt in zwei Sätzen schlagen konnte.
Im Jahr 1999 wurde Fretz in die Intercollegiate Women’s Tennis Hall of Fame aufgenommen.

## Finalteilnahmen bei Grand-Slam-Turnieren

### Mixed
| Nr. | Datum             | Turnier | Belag | Partner     | Finalgegner                 | Ergebnis |
| --- | ----------------- | ------- | ----- | ----------- | --------------------------- | -------- |
| 1.  | 8. September 1968 | US Open | Rasen | Gerry Perry | Mary-Ann Eisel Peter Curtis | 4:6, 5:7 |